# HOXC9
HOXC9‏ (Homeobox C9) هوَ بروتين يُشَفر بواسطة جين HOXC9 في الإنسان.